# Tidsskrift for Universiteternes Efter- og Videreuddannelse
Tidsskrift for Universiteternes Efter- og Videreuddannelse (UNEV) var et kortlivet akademisk tidsskrift, der udgav artikler fra 2003 til 2006.
Redaktør var Lillian Buus. Det blev fortsat som Tidsskriftet Læring og Medier (LOM).
Artiklerne blev hovedsagligt udgivet på dansk, med en engelsk artikel som undtagelse.
Blandt bidragyderne til tidsskriftet var Jens Dørup og Bente Maegaard.
E-læring var et emnerne der blev belyst i tidsskriftets artikler.
UNEV's artikler er nu tilgængelige fra tidsskrift.dk.